# Jamides alecto
Jamides alecto är en fjärilsart som beskrevs av Felder 1860. Jamides alecto ingår i släktet Jamides och familjen juvelvingar. Inga underarter finns listade i Catalogue of Life.

## Bildgalleri

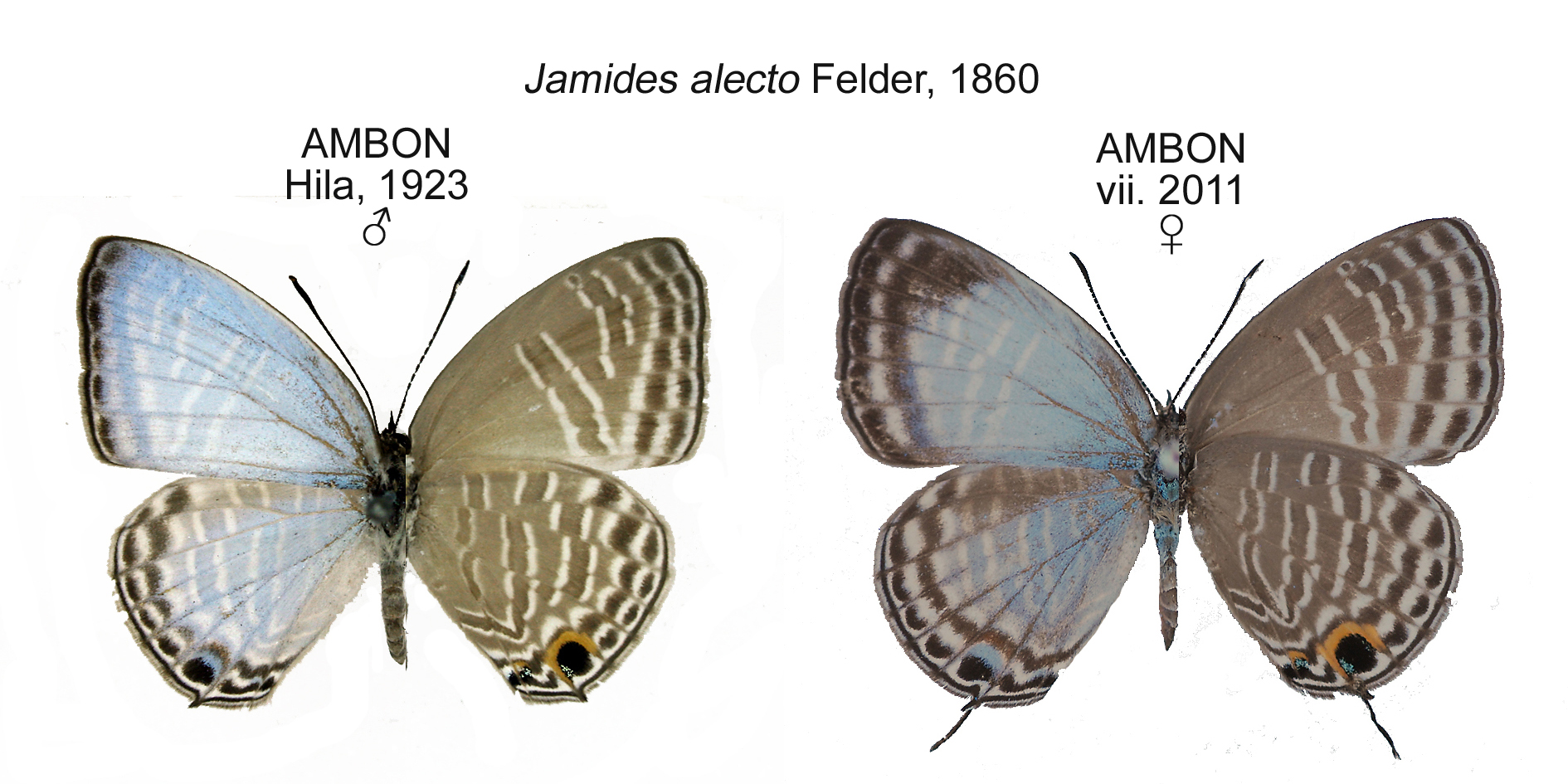
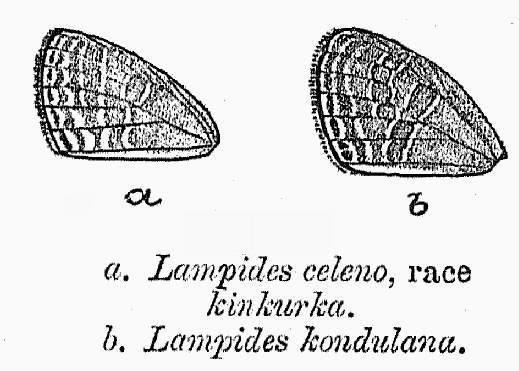
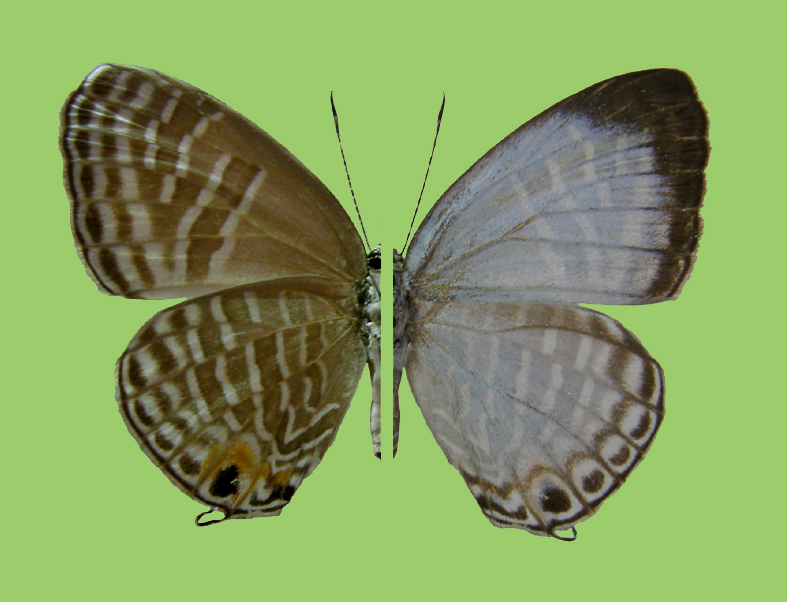
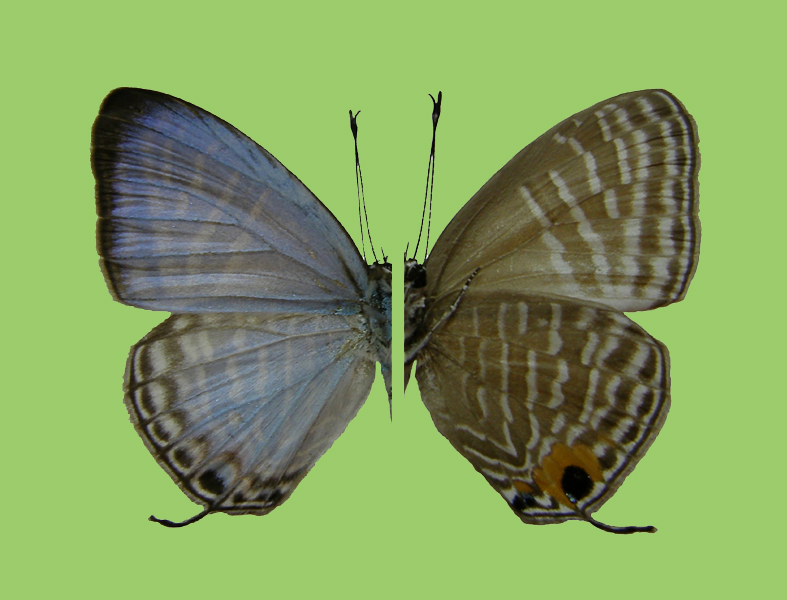
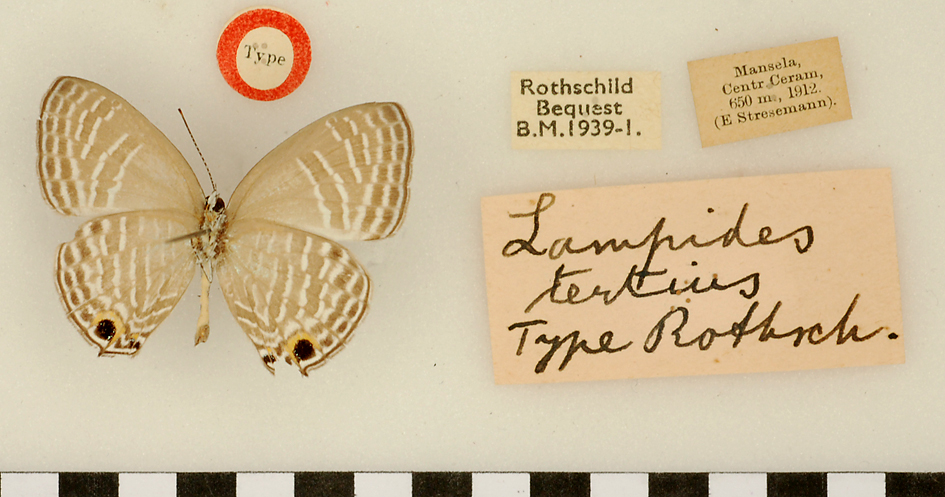
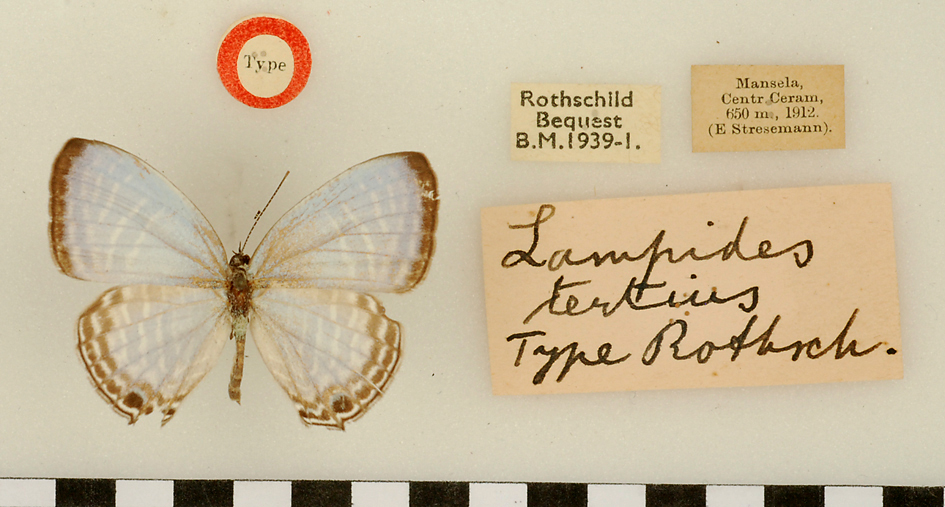